# The Hunger (álbum)
The Hunger é o álbum de estreia da banda Seven Day Jesus, foi lançado em 1996 pela 5 Minute Walk.

## Faixas
1. "A Time to Heal" - 3:35
2. "Strength" - 3:46
3. "Flybye" - 5:02
4. "Forgive Me" - 4:45
5. "Forgive You" - 4:16
6. "Pavement" - 3:59
7. "The Hunger" - 3:23
8. "Restrained" - 5:04
9. "Delightful You" - 4:15
10. "Ashamed" - 4:43